# Хонор Харрингтон
Хонор Стефани Александр-Харрингтон (англ. Honor Stephanie Alexander-Harrington; в русском печатном издании — Виктория Харрингтон) — вымышленный персонаж из серии научно-фантастических книг, написанных Дэвидом Вебером. Офицер космического флота, за время, описанное в серии книг, проходит путь от выпускницы военного училища до адмирала.

## Личность
Хонор Харрингтон (Хонор Стефани Александр-Харрингтон (род. 1 октября 3961 года н. э.)) — офицер Королевского Флота Мантикоры, космического флота Звездного королевства Мантикора. По социальному статусу Хонор происходит из йоменов, потомков второй волны заселения Мантикоры, то есть не является дворянкой по рождению. Реципиент пролонга третьего поколения, благодаря чему выглядит очень молодо. Имеет чёрный пояс по coup de vitesse, вымышленному боевому искусству. В детстве была принята древесным котом, представителем разумной расы, телепатом, которого окрестила «Нимиц», в честь американского адмирала Нимица, героя Второй мировой войны. Благодаря Нимицу, Хонор способна воспринимать эмоции других людей, становится эмпатом.
Не любит кофе, предпочитая какао. «Генни» — генетически модифицирована, чтобы можно было выжить на таких планетах с большим притяжением, как Сфинкс, уроженкой которого является. Благодаря этому Хонор обладает высоким ростом и большой силой, но также и ускоренным обменом веществ, из-за чего ей требуется есть больше, чем обычному человеку. Она умеет прекрасно пользоваться пулевым пистолетом (копией существующего сейчас пистолета «Кольт») — это настоящий анахронизм в её время. Кроме того, на планете Грейсон Хонор осваивает боевое фехтование на мечах — и благодаря природному таланту и готовности умереть, но одолеть врага, побеждает в дуэли с мастером-фехтовальщиком.
Участвуя в боевых действиях, Хонор неоднократно была ранена, потеряла глаз и одну руку (заменены кибернетическими протезами), пережила тяжёлое повреждение лицевых нервов.

## История создания
Вебер говорил, что не помнит особых причин, по которым он сделал главным персонажем именно женщину, образ Хонор Харрингтон возник у него скорее сам по себе, а пол был выбран без оглядки на политические или финансовые факторы. В её характере и профессиональных проявлениях заметно как влияние реально существовавших флотоводцев — лорда Нельсона и Томаса Кокрейна, так и вымышленного капитана Горацио Хорнблауэра. Вебер предполагал, что Хонор будут сравнивать с Хорнблауэром, поэтому посвятил первую книгу Форестеру и подобрал совпадающие инициалы, однако сам он считает основным прототипом героини самого Нельсона. Как и Нельсон, она потеряла глаз, а позже и руку в битвах. Подобно перечисленным выше морякам, Хонор Харрингтон является талантливым тактиком и командиром, и на протяжении всего цикла она превращается в живую легенду, используя свои способности в различных сложных ситуациях, даже получая прозвище «саламандра» за то, что всегда оказывается там, где обстоятельства самые критические. 
Другая параллель — основная историческая канва — война между королевством Мантикора и Народной Республикой Хевен большое сходство с конфликтами между Британской империей и Францией в наполеоновские войны — временем, к которому принадлежали все три офицера. Однако здесь автор специально первое время подчёркивал связь с эпохой Наполеона, чтобы позднее перевести сюжет в совершенно неожиданное для читателей русло.
Согласно первоначальной задумке, Хонор должна была умереть в пятой книге серии, однако автор в процессе написания романов сумел избежать стагнации персонажа и показать, как она растёт от книге к книге, из-за чего серия и вся вымышленная вселенная значительно увеличились в объёме.

### Имя
Так как при создании серии на Вебера сильно повлияла военно-морская приключенческая сага С. С. Форестера о капитане британского королевского флота Горацио Хорнблауэре, он подобрал имя для главной героини с отсылкой к Хорнблауэру.  Её имя — Honor Harrington, не только имеет те же инициалы, что Horatio Hornblower, но и ту же аллитерацию. При этом автор специально подбирал лишь фамилию, имя «Хонор» он придумал значительно раньше.
В русском переводе (А. Кузнецова для издательства «Эксмо») имя «Хонор», что означает «Честь» было заменено на «Виктория» («Победа»). Переводчик утверждает, что это произошло «по причине странности такого имени для русского языка», и оно «было заменено на имя, близкое по стилистике», а также потому, что «слово „честь“ не является настоящим именем ни в английском ни в русском».
(В английском языке имя Хонор все же встречается)
Фамилия Харрингтон является стандартной англосаксонской. В Великобритании титул графов Харрингтонов (Earl of Harrington) существует с 1742, (например, знаменитый лорд Честерфилд был четвёртым графом). Это особенно любопытно с учётом явных монархических пристрастий Вебера и того, что он провел свою героиню по всем ступеням аристократической лестницы, даровав ей, в том числе, и графский титул.

## Оценки критиков
За выдающиеся тактические способности, личное мужество и талант профессионального командира журнал «Мир фантастики» включил героиню в десятку лучших полководцев в фантастике, поставив её на 7-е место.